# Avon-by-the-Sea
Avon-by-the-Sea é um distrito localizado no estado americano de Nova Jérsei, no Condado de Monmouth.

## Demografia
Segundo o censo americano de 2000, a sua população era de 2244 habitantes.
Em 2006, foi estimada uma população de 2166, um decréscimo de 78 (-3.5%).

## Geografia
De acordo com o United States Census Bureau tem uma área de
1,4 km², dos quais 1,1 km² cobertos por terra e 0,3 km² cobertos por água.

## Localidades na vizinhança
O diagrama seguinte representa as localidades num raio de 4 km ao redor de Avon-by-the-Sea.